# Sankt Gallen Bears 2020
Questa voce raccoglie le informazioni riguardanti i Sankt Gallen Bears nelle competizioni ufficiali della stagione 2020.

## Lega B 2020

### Stagione regolare
| San Gallo 5 aprile 2020, ore 14:00 3ª giornata | Sankt Gallen Bears | - – - | Lugano Rebels | Stadion Gründenmoos |

| Lucerna 11 aprile 2020, ore 18:00 4ª giornata | Luzern Lions | - – - | Sankt Gallen Bears | Leichtathletikstadion |

| San Gallo 19 aprile 2020, ore 14:00 5ª giornata | Sankt Gallen Bears | - – - | Argovia Pirates | Stadion Gründenmoos |

| Buchs 23 maggio 2020, ore 18:00 7ª giornata | Argovia Pirates | - – - | Sankt Gallen Bears | Sportanlage Suhrenmatte |

| San Gallo 7 giugno 2020, ore 14:00 8ª giornata | Sankt Gallen Bears | - – - | Luzern Lions | Stadion Gründenmoos |

| Lugano 14 giugno 2020, ore 14:00 9ª giornata | Lugano Rebels | - – - | Sankt Gallen Bears | Stadio comunale di Cornaredo (campo sintetico) |

## Herbst Cup A/B 2020

### Stagione regolare
| Coira 15 agosto 2020, ore 18:00 1ª giornata | Calanda Broncos | 47 – 7 (6-0 28-0 6-0 7-7) referto | Sankt Gallen Bears | Stadion Ringstrasse\| Arbitro: \| Böni \| |
| Arbitro:                                    | Böni            |                                   |                    |                                           |

| 23 agosto 2020, ore 14:00 2ª giornata | Sankt Gallen Bears | 0 – 33 referto | Winterthur Warriors | \| Arbitro: \| Petschovsky \| |
| Arbitro:                              | Petschovsky        |                |                     |                               |

| Buchs 29 agosto 2020, ore 18:00 3ª giornata | Argovia Pirates | - – - referto | Sankt Gallen Bears | Sportanlage Suhrenmatte |

| 6 settembre 2020, ore 14:00 4ª giornata | Sankt Gallen Bears | 6 – 28 referto | Calanda Broncos | \| Arbitro: \| Petschovsky \| |
| Arbitro:                                | Petschovsky        |                |                 |                               |

| Winterthur 12 settembre 2020, ore 18:00 5ª giornata | Winterthur Warriors | 31 – 15 referto | Sankt Gallen Bears | Sportplatz Deutweg\| Arbitro: \| Birnbaum \| |
| Arbitro:                                            | Birnbaum            |                 |                    |                                              |

| Speicher 20 settembre 2020, ore 14:00 6ª giornata | Sankt Gallen Bears | - – - referto | Argovia Pirates | Sportplatz Buchen |

## Statistiche di squadra
| Competizione      | %Vittorie | In casa | In casa | In casa | In casa | In casa | In casa | In trasferta | In trasferta | In trasferta | In trasferta | In trasferta | In trasferta | Totale | Totale | Totale | Totale | Totale | Totale |
| Competizione      | %Vittorie | G       | V       | N       | P       | Pf      | Ps      | G            | V            | N            | P            | Pf           | Ps           | G      | V      | N      | P      | Pf     | Ps     |
| ----------------- | --------- | ------- | ------- | ------- | ------- | ------- | ------- | ------------ | ------------ | ------------ | ------------ | ------------ | ------------ | ------ | ------ | ------ | ------ | ------ | ------ |
| Stagione regolare | .000      | 2       | 0       | 0       | 2       | 6       | 61      | 2            | 0            | 0            | 2            | 22           | 78           | 4      | 0      | 0      | 4      | 28     | 139    |
| Totale            | .000      | 2       | 0       | 0       | 2       | 6       | 61      | 2            | 0            | 0            | 2            | 22           | 78           | 4      | 0      | 0      | 4      | 28     | 139    |